# Polina Tabatchnykova-Niatko
Polina Tabatchnykova-Niatko (en ukrainien : Поліна Мусіївна Табачникова-Нятко) est une actrice soviétique née le 21 octobre 1900 dans le Gouvernement de Kiev (Empire russe) et décédée le 12 octobre 1994 à Kiev.

## Biographie
Elle étudiait au Théâtre Lyssenko de Kiev puis commençait à se produire au Jeune théâtre de Kiev (Молодому театрі).

### Filmographie partielle
- 1927 : Privé de jour (Лишённые дня) dans le rôle de Milka
- 1933 : Kolyivchtchyna : Oksana
- 1936 : Prométhée (film, 1936)
- 1955 : Un beau jour (В один прекрасный день) dans le rôle de la mère de Katia
- 1956 : Vanité (Суета) : Pacha
- 1957 : Le Lutteur et le Clown dans le rôle de la mère d'Ivan Poddoubny
- 1957 : Le Poème de la mer la vice-ministre

### Rôles au théâtre
- Beaucoup de bruit pour rien de W. Shakespeare dans le rôle de Béatrice
- Chanson de la forêt de Lessia Oukraïnka dans le rôle de Mavka
- Pas essayé" par Maria Starytska dans le rôle de Anna Petrovna
- Dans les steppes d'Ukraine de Olexandr Kornitchouk dans le rôle de Katerina
- Makar Dubrava de Olexandr Kornitchouk dans le rôle de Pikhta
- Viburnum Grove de Olexandr Kornitchouk dans le rôle de Aga Alexandrovna Chtchouka
- Sans donner le nom de famille V. Minko dans le rôle de Diana Mikhailovna